# Ashnola River
Der Ashnola River ist ein etwa 65 km langer rechter Nebenfluss des Similkameen River im Norden des US-Bundesstaates Washington sowie im Süden der kanadischen Provinz British Columbia.

## Flusslauf
Der Fluss hat seinen Ursprung im Nordosten der Nördlichen Kaskadenkette in dem 7077 m hoch gelegenen Bergsee Peepsight Lake. Er fließt anfangs in nördlicher Richtung. Nach etwa 17 km überquert er die Grenze nach Kanada. Nach weiteren 18 km wendet sich der Fluss nach Osten. 12 km oberhalb der Mündung trifft der Ewart Creek von rechts auf den Ashnola River. Dieser fließt anschließend in nördlicher Richtung und erreicht schließlich 11 km westlich von Keremeos den Similkameen River.
Der Ashnola River bildet in British Columbia die Nord- und Westgrenze des Cathedral Provincial Parks. Auf den unteren 40 km führt die Ashnola Road entlang dem Fluss. 
Der Ashnola River entwässert ein Areal von 1050 km². Der mittlere Abfluss in Mündungsnähe beträgt 7,83 m³/s. In den Monaten Mai und Juni, während der Schneeschmelze, führt der Ashnola River die größten Wassermengen.